# Jungfraubahn

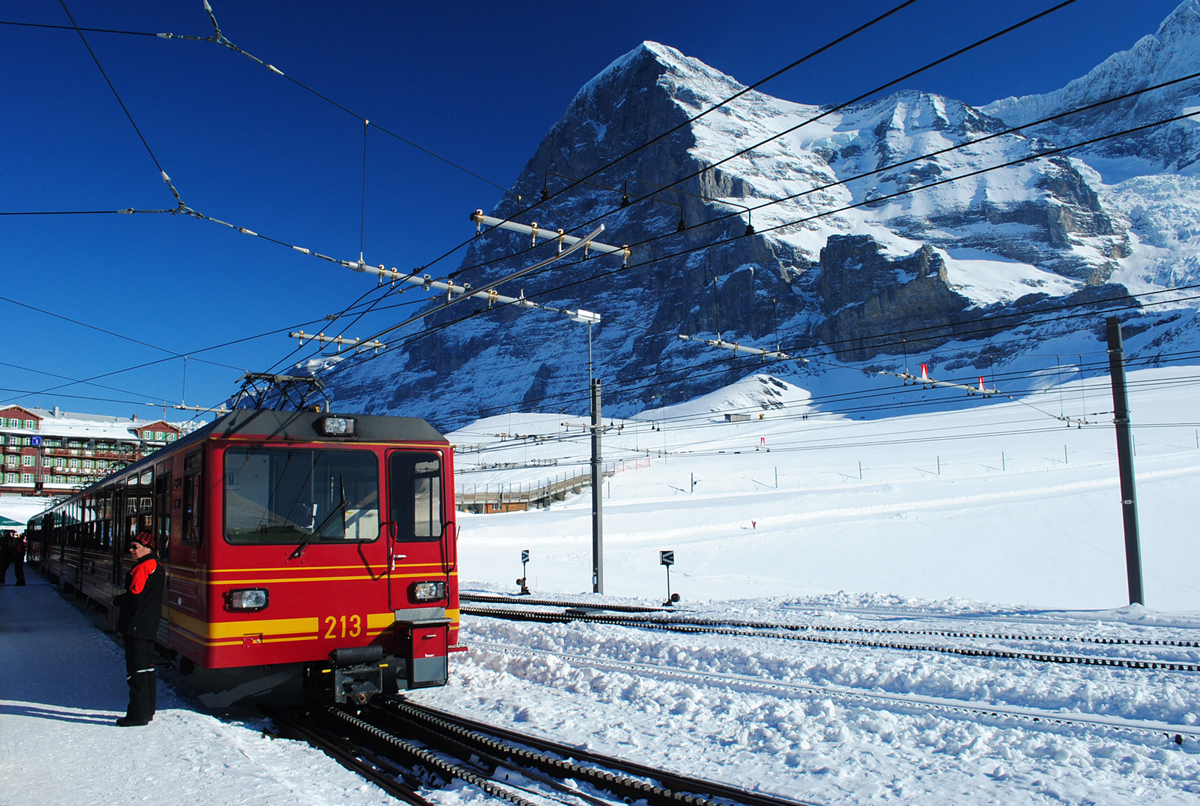
Jungfraubahn

Jungfraubahn (JB) este o linie de cale ferată cu cremalieră situată în Berner Oberland sau Berna Superioară, regiunea cu altitutinea cea mai înaltă din cantonul Berna, Elveția. Linia trece prin trecătoarea Kleinen Scheidegg, și munții  Eiger și Mönch. Linia de cale ferată Jungfrau este amplastă la altitudinea cea mai înaltă din Europa, urcă pe traseul ei de 9 km, o diferență de nivel de 1400 m, și peste un tronson de 7 km, linia trece prin tuneluri.